# كوامي أنتوني أبيا
كوامي أنتوني أبيا (بالإنجليزية: Kwame Anthony Appiah) (8 مايو 1954) هو فيلسوف، ونظري ثقافي، وروائي بريطاني غاني، تشمل اهتماماته النظرية السياسية والأخلاقية، وفلسفة اللغة والعقل، والتاريخ الفكري الأفريقي. درّس أبيا الفلسفة في جامعة لورانس إس. روكفلر في جامعة برينستون، وذلك قبل الانتقال إلى جامعة نيويورك في عام 2014. يعمل الآن في قسم الفلسفة وكلية الحقوق في جامعة نيويورك.

## العمل
درّس أبيا الفلسفة والدراسات الأمريكية الأفريقية في كل من جامعة غانا، وكورنيل، وييل، وهارفارد، وبرينستون منذ عام 1981 حتى عام 1988. وكان، حتى وقت قريب، أستاذًا للفلسفة بجامعة لورانس إس. روكفلر في جامعة برينستون (مع استلامه منصبًا في المركز الجامعي للقيم الإنسانية)، وكان أستاذًا بدرجة أستاذية بيكون وكيلكيني للقانون في جامعة فوردهام في خريف عام 2008. عمل أيضًا في مجلس إدارة مركز القلم الأمريكي، وكان في لجنة الحكام لجائزة القلم/نيومانز أون للتعديل الأول. درّس في كل من جامعة ييل، وكورنيل، وديوك، وهارفارد، وحاضر في العديد من المؤسسات الأخرى في الولايات المتحدة، وألمانيا، وغانا، وجنوب إفريقيا، وباريس. شغل منصب أمين مجلس كلية جامعة آشاشسي في أكرا في غانا حتى خريف عام 2009. يعمل حاليًا أستاذًا للفلسفة والقانون في جامعة نيويورك.
بحثت أطروحته في كامبريدج في أسس الدلالات الاحتمالية. نشر في عام 1992 كتابًا بعنوان في منزل والدي، والذي فاز بجائزة هيرسكوفيتز للدراسات الأفريقية باللغة الإنجليزية. شملت كتبه التي كتبها بعد ذلك كتاب إدراك اللون (مع الكاتبة إيمي غوتمان)، وأخلاقيات الهوية (2005)، والكوسموبوليتية: الأخلاقيات في عالم من الغرباء (2006). كان أبيا متعاونًا بشكل وثيق مع هنري لويس غيتس جونيور، والذي حرّر معه كتاب أفريكانا: موسوعة التجربة الأفريقية والأمريكية الأفريقية. انتُخِب زميلًا في الأكاديمية الأمريكية للفنون والعلوم في عام 1995.
نشر أبيا كتاب تجارب في الأخلاق في عام 2008، والذي استعرض فيه صلة البحث التجريبي بالنظرية الأخلاقية. اعتُرِف به في العام نفسه لمساهماته في العلاقات العرقية، والإثنية، والدينية عندما منحته جامعة برانديز أول جائزة جوزيف بي. وتوبي غيتلر. 
نشر أبيا أيضًا العديد من الأعمال الخيالية بالإضافة إلى عمله الأكاديمي. تضمنت روايته الأولى، الملاك المنتقم، والتي نُشِرت في جامعة كامبريدج، جريمة قتل بين رسل كامبريدج (مجتمع فكري في جامعة كامبريدج)، وذلك مع وجود السير باتريك سكوت بدور المحقق في الرواية. نُشِرت روايتا أبيا الثانية والثالثة بعنوان لا أحد يحب ليتيتيا وموت آخر في البندقية.
رُشِّح أبيا إلى عدة أوسمة شرف أو حصل عليها. كان المتأهل النهائي في عام 2009 في الفنون والعلوم الإنسانية لجائزة يوجين آر. غانون من أجل السعي المستمر للتقدم البشري. أدرجته مجلة فورين بوليسي في عام 2010 في قائمة كبار المفكرين العالميين. مُنح أبيا وسام العلوم الإنسانية الوطنية في حفل أقيم في البيت الأبيض في 13 فبراير عام 2012.
يرأس أبيا حاليًا لجنة تحكيم جائزة بيرغروين، ويعمل في المجلس الأكاديمي لمركز بيرغروين للفلسفة والثقافة التابع لمعهد بيرغروين.

## نقد وجهة نظر المركزية الأفريقية
كان أبيا ناقدًا للنظريات المعاصرة حول المركزية الأفريقية. جادل أبيا في مقالته لعام 1997 بعنوان «أوروبا رأسًا على عقب: مغالطات المركزية الأفريقية الجديدة» بأن اللامركزية الحالية تثير الدهشة بما يخص «مدى شموليتها في أطر الفكر الأوروبي في القرن التاسع عشر»، ولاسيما كصورة عاكسة للتراكيب المركزية الأوروبية للعرق والاهتمام بالعالم القديم. وجد أبيا أيضًا سخرية في المفهوم القائل بأنه إذا كان مصدر الغرب يكمن في مصر القديمة عبر اليونان، فإن «إرثه من المركزية العرقية يُفترض أن يكون أحد مسؤولياتنا الأخلاقية».
وصف باحث الدراسات الأمريكية الأفريقية بجامعة تمبل موليفي أسانتي عمل أبيا بأنه «مناهض لأفريقيا».

## روابط خارجية
- كوامي أنتوني أبيا على موقع IMDb (الإنجليزية)
- كوامي أنتوني أبيا على موقع الموسوعة البريطانية (الإنجليزية)
- كوامي أنتوني أبيا على موقع ميوزك برينز (الإنجليزية)
- كوامي أنتوني أبيا على موقع إن إن دي بي (الإنجليزية)